# Кюнцель, Маттиас
Маттиас Кюнцель (нем. Matthias Küntzel; род. 1955) — немецкий политолог и историк, специалист по вопросам антисемитизма и исламизма. Известен работами, исследующими влияние нацистской идеологии на современный радикальный исламизм.

## Биография
Маттиас Кюнцель родился в Германии в 1955 году. С 1992 по 2021 год он занимал постоянную преподавательскую должность по политологии в техническом колледже в Гамбурге. С 2004 по 2015 год он был внешним научным сотрудником Центра изучения антисемитизма Видаля Сассуна при Еврейском университете в Иерусалиме. В настоящее время он является членом Германского общества внешней политики (DGAP) и консультантом в организации United Against Nuclear Iran (UANI).

## Научные интересы
Ключевая тема исследований Маттиаса Кюнцеля — влияние нацистской идеологии на антисемитизм в арабском мире и исламистских движениях. Он подробно анализирует сотрудничество между нацистской Германией и арабскими лидерами, такими как Хадж Амин аль-Хусейни, который активно поддерживал нацистские идеи и способствовал их распространению в арабском мире. Согласно исследованиям Кюнцеля, нацизм повлиял на развитие антисемитизма в исламистских движениях, таких как Хезболла и ХАМАС, использующих антисемитские мифы в своей политической риторике.
Кюнцель подчёркивает, что антисемитизм в исламском мире усилился в результате нацистской пропаганды, которая утверждала, что уничтожение евреев — это религиозный долг. Он также проводит параллели между нацистским понятием «искупительного антисемитизма» и современными исламистскими взглядами, согласно которым уничтожение евреев необходимо для спасения ислама.
Также он акцентирует внимание на роли Братьев-мусульман в распространении нацистской идеологии на Ближнем Востоке. Согласно исследованиям Кюнцеля, работы ключевого идеолога исламизма Саида Кутба содержат элементы антисемитской риторики, заимствованные у нацистов, что оказало большое влияние на формирование современных исламистских движений, таких как Аль-Каида.
Кроме того, Кюнцель уделяет внимание проблемам современной Европы, связанной с ростом антисемитизма, особенно после вторжения ХАМАС в Израиль 7 октября 2023 года. Он подчёркивает, что значительное влияние на рост антисемитских настроений оказывают как исламистские радикалы, так и праворадикальные движения в Германии.
Кюнцель также рассматривает важность реформы образовательных систем на Ближнем Востоке для борьбы с антисемитизмом. Он ссылается на такие примеры, как соглашения Авраама, которые демонстрируют, что изменения возможны при политической воле и корректировке школьных программ с целью устранения антисемитских элементов.

## Взгляды
Маттиас Кюнцель отмечает глубокое влияние нацистской пропаганды на «Хезболлу» и «ХАМАС», использующие антисемитизм в своей политической риторике. Он подчеркивает, что современная исламистская идеология смешивает традиционные исламские мифы с европейскими антисемитскими теориями, что усиливает ненависть к евреям и Израилю. Кюнцель подчёркивает усиление антисемитских настроений в Европе, отмечая, что радикальные исламистские организации, такие как Хезболла и ХАМАС, продолжают использовать антисемитизм как часть своей идеологии, что обостряет угрозы еврейским общинам, особенно в Европе. Кюнцель связывает рост антисемитизма с влиянием нацистской идеологии на радикальные исламистские группы, что усиливает необходимость борьбы с этой проблемой в условиях растущей радикализации и террористических угроз.
Кюнцель выступает с жёсткой критикой иранского режима, особенно в контексте его антисемитской идеологии и ядерных амбиций. Кюнцель является сторонником активной политики в отношении Ирана, считая, что попытки диалога и дипломатии не приведут к изменениям в иранской политике. Он настаивает на том, что мировое сообщество должно применить более жёсткие меры, чтобы остановить ядерную программу Ирана и его дестабилизирующую деятельность в регионе.

## Оценки
Работы Маттиаса Кюнцеля были высоко оценены исследователями антисемитизма и радикального исламизма. Его книга «Джихад и ненависть к евреям» получила положительные отзывы за глубокий анализ взаимосвязей между нацистской Германией и современным радикальным исламизмом. Исследователи отметили его работу за раскрытие идеологических корней современного антисемитизма на Ближнем Востоке.
Некоторые критики полагают, что его исследования иногда чрезмерно сосредоточены на влиянии нацистской идеологии, игнорируя другие факторы, которые могут влиять на политическую ситуацию в регионе. Тем не менее, его работы остаются важным вкладом в изучение исламистского антисемитизма.

## Основные труды
- Jihad and Jew-Hatred: Islamism, Nazism and the Roots of 9/11 (2007)
- The Germans and the Iranian Bomb: Hitler’s Shadow over the Islamic Republic

### Комментарии
1. ↑  «Хезболла» признана террористической организацией в 	Австралии, Австрии, Аргентине, Великобритании, Гватемале, Германии, Гондурасе, Израиле, Канаде, Колумбии, Литве, Нидерландах, Парагвае, Сербии, Словении, США, Чехии, Швейцарии, Эстонии. Военное крыло «Хезболлы» также признано террористической организацией в ЕС, Новой Зеландии, Республике Косово и Франции.
2. ↑  ХАМАС признан террористической организацией в ЕС, Австралии, Аргентине, Великобритании, Израиле, Канаде, Новой Зеландии, Парагвае, США и Японии, а также Организацией американских государств. Его деятельность также запрещена в Иордании и Египте.